# Perambalur (Distrikt)
Der Distrikt Perambalur (Tamil: பெரம்பலூர் மாவட்டம்) ist ein Distrikt des indischen Bundesstaates Tamil Nadu. Verwaltungszentrum ist die namensgebende Stadt Perambalur. Der Distrikt Perambalur hat eine Fläche von 1.756 Quadratkilometer und rund 570.000 Einwohner (Volkszählung 2011).

## Geografie

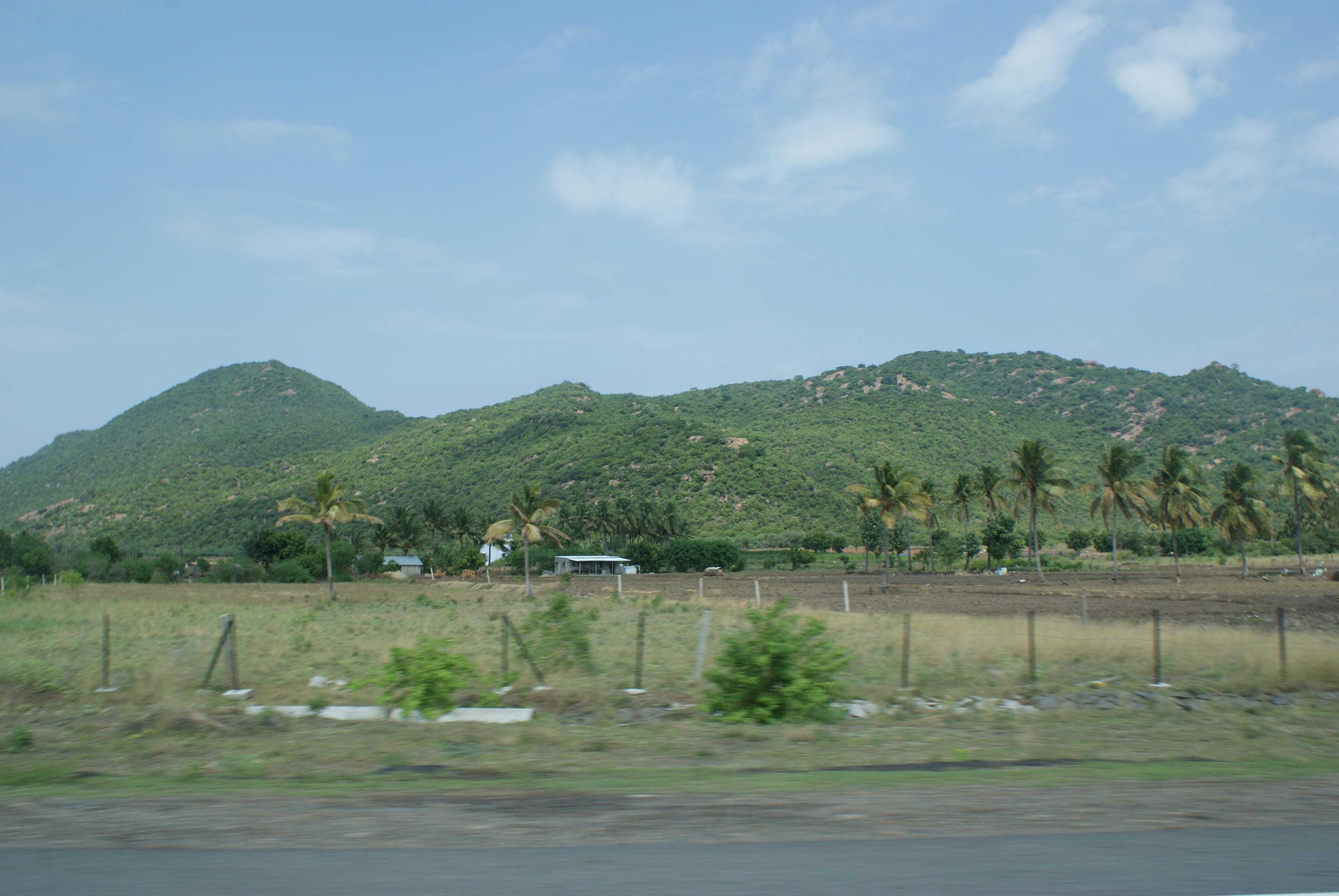
Landschaft im Distrikt Perambalur

Der Distrikt Perambalur liegt im zentralen Binnenland Tamil Nadus. Nachbardistrikte sind Cuddalore im Nordosten, Ariyalur im Südosten, Tiruchirappalli im Südwesten und Salem im Nordwesten.
Mit einer Fläche von 1.756 Quadratkilometern gehört der Distrikt Perambalur zu den kleinsten Distrikten Tamil Nadus. Das Distriktgebiet ist größtenteils flach, im äußersten Westen hat der Distrikt Perambalur aber Anteil an den Pachaimalai-Bergen, einem isolierten Ausläufer der Ostghats. Durch den Norden des Distrikts fließt der periodisch wasserführende Fluss Vellar.
Im Distrikt Perambalur herrscht ein wechselfeuchtes Tropenklima vor. Die Jahresmitteltemperatur in Perambalur beträgt 28,5 °C, das Jahresmittel des Niederschlages liegt bei 894 mm. Die meisten Niederschläge fallen während des Nordostmonsuns im Oktober und November. Auch während des Südwestmonsuns im August und September kommt es zu Regenfällen.

## Geschichte
Das Gebiet des heutigen Distriktes Perambalur stand unter der Herrschaft wechselnder Dynastien, ehe es 1801 zu einem Teil Britisch-Indiens wurde. Die Briten gliederten das Gebiet als Teil des Distrikts Tiruchirappalli in die Provinz Madras ein. Nach der indischen Unabhängigkeit kam das Gebiet 1956 im Zuge des States Reorganisation Act an den neuformierten Bundesstaat Madras, der nunmehr die tamilischsprachigen Gebiete umfasste und 1969 in Tamil Nadu umbenannt wurde. Als eigenständiger Distrikt existiert Perambalur seit dem 1. Oktober 1995, als der Distrikt Tiruchirappalli in die drei Distrikte Tiruchirappalli, Karur und Perambalur geteilt wurde. Am 1. Dezember 2001 wurde der Distrikt Ariyalur aus den östlichen Teilen des Distrikts Perambalur gelöst, bereits ein Jahr später per Anordnung der Regierung Tamil Nadus vom 9. April 2002 aber wieder in diesen eingegliedert. Mit Effekt vom 23. November 2007 wurde der Distrikt Ariyalur erneut formiert.

## Bevölkerung
Bei der indischen Volkszählung 2011 hatte der Distrikt Perambalur 565.223 Einwohner. Gemessen an der Einwohnerzahl war er der kleinste Distrikt Tamil Nadus. Auch die Bevölkerungsdichte war unterdurchschnittlich: Mit 322 Einwohnern pro Quadratkilometer war sie die drittniedrigste des Bundesstaates und lag deutlich unter dem Mittelwert Tamil Nadus (555 Einwohner pro Quadratkilometer). Der Distrikt Perambalur ist stark ländlich geprägt: Nur 17 Prozent der Einwohner lebten 2011 in Städten. Der Urbanisierungsgrad gehörte damit zu den niedrigsten Tamil Nadus und lag deutlich unter dem Durchschnitt des Bundesstaates (48 Prozent). 31 Prozent der Einwohner des Distrikts waren Angehörige registrierter niederer Kasten (Scheduled Castes). Die Alphabetisierungsquote ist mit 74 Prozent niedriger als der Mittelwert des Bundesstaates (80 Prozent).
Unter den Einwohnern des Distriktes stellten die Hindus nach der Volkszählung 2011 mit 92 Prozent eine große Mehrheit. Knapp 6 Prozent der Bevölkerung bekannten sich zum Islam. Die Christen waren mit weniger als 2 Prozent nur eine kleine Minderheit. Die Hauptsprache im Distrikt Perambalur ist wie in ganz Tamil Nadu das Tamil. Bei der Volkszählung 2001 wurde es von 97 Prozent der Einwohner des Distrikts als Muttersprache gesprochen. Daneben gab es eine kleine Minderheit von Sprechern des Telugu (2 Prozent).

## Verwaltungsgliederung

### Taluks
Der Distrikt Perambalur war 2022 in vier Taluks (Subdistrikte) gegliedert: Alathur, Kunnam, Perambalur und Veppanthattai.

### Städtische Siedlungen
Im Distrikt Perambalur gab es nach der Volkszählung 2011 eine Stadt mit eigener Stadtverwaltung (Municipality) und vier nach dem Panchayat-System verwaltete Kleinstädte (Town Panchayats).
Municipality
- Perambalur (49.648)

Town Panchayats
- Arumbavur (12.467)
- Kurumbalur(12.420)
- Labbaikudikadu (11.891)
- Poolambadi (10.737)